# Metanoia (teologie)
Metanoia, o transliterare a cuvântului grecesc μετάνοια, desemnează o schimbare a gândirii, care produce în plan teologic o convertire religioasă. Termenul sugerează remușcarea, regretul, pocăința și ispășirea, dar „convertire” și „reformare” pot aproxima cel mai bine conotația sa. În versiunea regelui Iacob a Bibliei termenul metanoeo / μετανοέω este tradus prin „a se căi”.

## Utilizarea în antichitatea precreștină
Metanoia înseamnă gândire ulterioară, de la meta care înseamnă „după” sau „dincolo” și nous care înseamnă „minte”. În filozofia clasică greacă metanoia însemna schimbarea părerii despre cineva sau ceva.  Atunci când era personificată, Metanoia era înfățișată ca o zeiță întristată, acoperită cu o mantie și având fața umbrită, care îl însoțea pe Kairos, zeul timpului oportun, semănând regretul și inspirând căința pentru „momentul ratat”. Această portret convențional al zeiței a fost perpetuat în timpul Renașterii. „Căința, regretul, reflecția și schimbarea sunt întotdeauna prezente în conceptul de metanoia într-o oarecare măsură ...”, afirma profesoara Kelly Myers de la Boise State University.
Filon Iudeul din Alexandria (c. 25 î.e.n. - c. 50 e.n.) a descris metanoia ca fiind „în cer, o fiică frumoasă și mai ales bună a Celui Preaînalt”.

## Utilizări în Noul Testament
Traducerile moderne ale Noului Testament grecesc folosesc cuvântul „căință” atât pentru substantivul metanoia, cât și pentru verbul metamelomai. Primul termen este astfel tradus de zece ori mai des decât cel de-al doilea. Metanoia poate fi găsită în Capitolul 1 din Evanghelia după Marcu, în care Isus anunță că se apropie Împărăția lui Dumnezeu și cere oamenilor să se pocăiască și să creadă în scripturi.
Evanghelia după Matei folosește verbul grecesc metamelomai pentru a afirma că Iuda „s-a căit” după ce l-a văzut pe Isus dus legat pentru a fi judecat. Metamelomai semnifică „întristare dureroasă” sau „regret plin de remușcări”. Potrivit lui James Glentworth Butler, „pe cât mai aproape posibil [metamelomai] este echivalentul exact al cuvintelor a se căi sau căință”. Cercetătorul biblic A.T. Robertson observă că Iuda a avut doar tristețe și regret și că „simpla întristare nu folosește la nimic dacă nu duce la schimbarea minții și a vieții [metanoia]”.
Substantivul metanoia / μετάνοια, este tradus „pocăință”, iar verbul cu aceeași origine metanoeō / μετανοέω este tradus „a se pocăi” în douăzeci și două de cazuri în versiunea regelui Iacob a Noului Testament.
Abid Rogers Bhatti în cartea sa A Textbook of Soteriology scrie despre semnificația metanoiei / μετάνοια. În Biblia în limba urdu cuvântul pentru „pocăință” este „toba”. Toba înseamnă regret, mâhnire și întristare pentru faptele păcătoase care duc la o schimbare a gândirii și a vieții. Abid este de acord cu explicația lui Tertulian care prefera să traducă termenul metanoia / μετάνοια din Marcu 1: 4 mai degrabă prin „convertire” decât prin „pocăință”. Pe scurt, Abid consideră că cel mai potrivit cuvânt pentru a exprima semnificația termenul grecesc metanoia / μετάνοια este „convertire” (mai degrabă decât „pocăință”).

## Utilizarea în creștinismul timpuriu
Termenul „... a fost folosit în mod constant în literatura acelor vremuri pentru a exprima o schimbare fundamentală a gândirii care duce la o schimbare fundamentală a comportamentului și / sau a modului de a trăi”. În anul 2006 un grup ecumenic de cercetători biblici a publicat un studiu despre pocăință în Biblie și în Biserică. După „o examinare amănunțită a scrierilor evreiești din perioada elenistică, studiul a constatat că pentru evreii care trăiau pe vremea lui Isus „pocăința” însemna „o schimbare fundamentală a gândirii și a modului de a trăi”. Pentru Noul Testament, această schimbare este un element necesar în realizarea planului lui Dumnezeu de mântuire a tuturor oamenilor. 
Textul apocrif Faptele lui Petru realizează o legătură între metanoia și crucea pe care a fost răstignit Petru. În timp ce Petru era răstignit, el a explicat unele părți ale crucii pe care era agățat, inclusiv „pironul care ține bârnele crucii drepte la mijloc”. Acest piron este „convertirea [epistrophē] și pocăința [metanoia] omului”.
Potrivit lui David N. Wilkin, „Părinții Latini ai Bisericii au tradus metanoia ca paenitentia, care a ajuns să însemne penitență sau acte de penitență”. Tertulian a protestat împotriva traducerii nepotrivite a termenului grecesc metanoeo prin latinescul paenitentiam, argumentând că „în limba greacă, metanoia nu este o mărturisire a păcatelor, ci o schimbare a gândirii”. „Convertirea” (din latinescul conversiōn-em) cu înțelesul ei de „schimbare a caracterului” reprezintă mai mult echivalentul metanoiei decât al pocăinței.

## Sensul termenului
Dicționarul Merriam-Webster transliterează termenul grecesc μετάνοια ca metanoia și îl împrumută ca un cuvânt englezesc, definindu-l astfel: „o schimbare transformatoare a sufletului; în special: o convertire spirituală”, completându-l cu o explicație a termenului grecesc metanoia: „din metanoiein cu sensul a schimba părerea, a se pocăi, din meta- + noein a gândi, din nous minte”. Sinonimele „convertirii” sunt „schimbare a părerii” și „metanoia”.
În opoziție cu interpretarea termenului metanoia de către Biserica Romano-Catolică ca remușcare, mărturisire și penitență, Martin Luther a susținut că el are sensul clasic de „schimbare a gândirii”. Pentru John Staupitz, „... metanoia poate fi derivată, deși într-un mod forțat, nu numai din post și mentem, ci și din trans și mentem, astfel încât metanoia semnifică o schimbare a gândirii și a sufletului, pentru că ea părea să indice nu numai o schimbare a gândirii, ci și o modalitate de a realiza schimbarea acesteia, adică prin harul lui Dumnezeu”. Metanoia este un concept fundamental pentru Luther, deoarece constituie baza primeia din cele 95 de teze ale sale.
Jean Calvin a evidențiat dubla proveniență a cuvântului „pocăință”: din ebraică cu sensul de convertire sau reîntoarcere și din greacă [metanoia] cu sensul de schimbare a gândirii și a scopului vieții. Înțelesul cuvântului se potrivește, pentru Calvin, ambelor proveniențe, deoarece pocăința (a) implică „lepădarea de sine”, (b) întoarcerea către Dumnezeu, (c) „abandonarea vechii gândiri” și (d) adoptarea unei „gândiri noi”.
Preotul catolic Gregory Martin, traducătorul ediției Douay-Rheims a Bibliei, a argumentat în capitolul 13 al operei sale A Discovery of the Manifold Corruptions of Scripture pentru traducerea termenului metanoia ca „penitență”. El și-a bazat concluziile pe scrierile Părinților Bisericii și pe afirmațiile incomode la care duc lecturile altor scrieri”.

## Alte interpretări
Biserica Ortodoxă Greacă din America învață că „Termenul grecesc pentru pocăință, metanoia, semnifică o schimbare a gândirii, o reorientare, o transformare fundamentală a perspectivei, a viziunii omului asupra lumii și asupra lui însuși și un nou mod de a-i iubi pe ceilalți și pe Dumnezeu. În cuvintele unui text din secolul al II-lea, Păstorul lui Herma, el implică „mare înțelegere” sau discernământ”.
Folosirea extinsă a termenului în Noul Testament și în scrierile inspirate de Noul Testament a făcut ca profunzimea termenului să crească până când, după cuvintele arhiepiscopului Richard C. Trench, a ajuns „să exprime această schimbare puternică a gândirii, sufletului și a vieții în minte, inimă și viață produsă prin mijlocirea Spiritului lui Dumnezeu”.
Aloys H. Dirksen în The New Testament Concept of Metanoia respinge sensul metanoiei de „pocăință” și susține sensul de „convertire”. Alți autori au afirmat că traducerea metanoiei / μετάνοια drept „pocăință” are un sens negativ și de aceea este „nepotrivită”. În opinia acelor autori traducerea în acest mod a metanoiei este „total inadecvată”.
Ulrich Wilckens a identificat în predica lui Petru din Fapte 2: 38-40, așa cum este relatată de evanghelistul Luca, șase pași care sunt necesari pentru mântuirea unei persoane. Metanoia este pasul numărul unu și este esențial, deoarece celelalte etape sunt dependente de metanoia pe care o experimentează o persoană. Wilckens consideră că acesta este modul normativ de mântuire în teologia lui Luca.